# 坑口镇
坑口镇，是中华人民共和国广东省肇庆市广宁县下辖的一个乡镇级行政单位。

## 行政区划
坑口镇下辖以下地区：
坑口社区、上林村、禾仓村、塘村、赤水村、丰木村、坑洞村、下寨村、上带村、狮村、大汕村、古兴村和大同村。